# 石橋鋪雙牌坊
石橋鋪雙牌坊位於四川省綿陽市涪城區，文物遺址年代判定為清。2012年7月16日公佈為第八批四川省文物保護單位。
石橋鋪雙牌坊位於四川省綿陽市高新區街道辦石橋鋪社區，現存石質牌坊兩座。一座是“李琦百歲坊”，另一座是“吳紹典孝義坊”。兩坊相距約500公尺，建築結構嚴謹，裝飾集深淺浮雕、線刻、圓雕和鏤空等工藝於一體，典雅精緻，是綿陽所遺存的清代石雕代表建築。
李琦百歲坊座北向南，高14公尺，寬9.6公尺，為四柱三門五樓牌樓式石質建築。該坊由坊頂、坊身、坊柱、坊基四部分構成。坊頂為葫蘆形，坊身分三層，從下向上逐層內收，各層裝飾大致相同，均為飛簷翹角，井有鴟吻和鏤空窗枝，兩面均嵌鎸匾額，上書“升平人瑞”、下書“百歲有余”。
吳紹典孝義坊座西向東，高14公尺，寬10公尺，中柱高7公尺，邊柱高4.8公尺，每條柱頭前後均有抱鼓石，中柱前後的抱鼓石上是園雕石獅，邊柱前後有一圓雕麟麟。吳紹典字慎五，晚年號涪上農人。獨撫三子三女成人，鄉人稱之為義夫。他的次子吳錫慶官至戶部郎中，福建巡道。為報答父親的養育之思，經朝廷批准，於光緒四年（1878年）為其父在鄉間修建了這座孝義坊。
1986年，綿陽市人民政府公佈為市級文物保護單位。